# Fuente Vaqueros
Fuente Vaqueros település Spanyolországban, Granada tartományban. Fuente Vaqueros Santa Fe, Chauchina, Cijuela, Láchar és Pinos Puente községekkel határos. Lakosainak száma 4625 fő (2024).

## Népesség
A település népessége az elmúlt években az alábbi módon változott:
| Lakosok száma | 3913 | 3953 | 4108 | 4395 | 4325 | 4479 | 4395 | 4406 | 4415 | 4625 |
|               | 2001 | 2004 | 2006 | 2009 | 2011 | 2014 | 2016 | 2019 | 2021 | 2024 |

## Híres személyek
- Itt született Federico García Lorca (1898–1936) spanyol költő